# Eremippus costatus
Eremippus costatus är en insektsart som beskrevs av Yu S. Tarbinsky 1927. Eremippus costatus ingår i släktet Eremippus och familjen gräshoppor. Inga underarter finns listade i Catalogue of Life.